# Paunci
Paunci su naseljeno mjesto u općini Foči, Republika Srpska, BiH. Nalaze se uz lijevu obalu rijeke Drine.
Godine 1962. pripojena su im naselja Donja Brda (Sl.list NRBiH, br.47/62).

## Stanovništvo
| Narod     | Popis 1961. | Popis 1971. | Popis 1981. | Popis 1991. |
| --------- | ----------- | ----------- | ----------- | ----------- |
| Hrvati    |             |             |             |             |
| Muslimani | 108         | 117         | 128         | 122         |
| Srbi      | 7           | 94          | 83          | 57          |
| ostali    | 2           | 3           |             | 1           |
| Ukupno    | 117         | 214         | 211         | 180         |